# Drosophila pectinifera
Drosophila pectinifera är en tvåvingeart som beskrevs av Wheeler och Hajimu Takada 1964. Drosophila pectinifera ingår i släktet Drosophila och familjen daggflugor.
Artens utbredningsområde är Boninöarna.